# Biscione reggiano
Il biscione reggiano è un dolce tipico dell'arte culinaria delle antiche pasticcerie della città Reggio Emilia. È tipico del periodo natalizio a Reggio Emilia, dove è denominato anche biscione natalizio.

## Storia
Alcune fonti sostengono che la versione del dolce attualmente più diffusa sia stata inventata in una pasticceria della città il cui titolare aveva diversi pasticceri reggiani e dieci da differenti parti dell'Italia, lo avrebbe inventato per regalarlo ai suoi dipendenti a Natale. Altre fonti ricordano invece che in tutta Italia si producono dolci simili, con ampie differenze locali: bissòlo a Milano, bicciolano a Vercelli, bisolàn a Piacenza, busilàn a Parma, bussolà in Veneto, e che nella stessa Reggio sarebbe cucinato ed apprezzato da secoli. Invero i dolci citati non hanno legami con il biscione che invece troviamo in Spagna come mazapan de Toledo, chiamata anche anguilla di Toledo. Le ricette giravano soprattutto nei conventi tramite gli ordini religiosi e poi riadattati secondo le materie prime locali.

## Preparazione
Il biscione reggiano è un dolce composto da ingredienti semplici: mandorle, zucchero, uova, canditi; è cotto al forno. Viene prodotto in forma di serpente, o di drago con le fauci aperte e può essere anche molto lungo, arrotolato su più piani di una tortiera. In superficie è ricoperto di meringa che deve mantenere il colore bianco e una consistenza friabile.

## Riconoscimenti
Il biscione reggiano è inserito nell'elenco dei Prodotti agroalimentari tradizionali dell'Emilia-Romagna, mentre un riconoscimento IGP è in corso di istruttoria.